# کنتا ایتو
کنتا ایتو (انگلیسی: Kenta Ito؛ زادهٔ ۱۲ مهٔ ۱۹۹۹) بازیکن فوتبال اهل ژاپن است.
از باشگاه‌هایی که در آن بازی کرده‌است می‌توان به باشگاه فوتبال شیمیزو اس-پالس اشاره کرد.